# 岐阜県立養老女子商業高等学校
岐阜県立養老女子商業高等学校（ぎふけんりつようろうじょししょうぎょうこうとうがっこう）とは、かつて岐阜県養老郡養老町にあった公立の高等学校。

## 概要
- 養老郡養老町に存在した商業高校であった。校地校舎は岐阜県立高田高等学校を転用していた[注釈 2]。
- 2005年、岐阜県立大垣農業高等学校と統合し、岐阜県立大垣養老高等学校の新設により廃校。校舎は2019年時点では現存し、運動場や体育館は大垣養老高等学校の部活動などに使用されている。

## 沿革
- 1963年（昭和38年）
  - 1月1日 - 岐阜県立養老女子商業高等学校を設置する。商業科を設置。
  - 3月31日 - 岐阜県立高田高等学校が廃校。校地校舎は岐阜県立養老女子商業高等学校に引き継がれる。
  - 4月1日 - 岐阜県立養老女子商業高等学校として最初の新入生が入学する。
- 1964年（昭和39年） - 新校舎、体育館が完成する。
- 1969年（昭和44年） - プール、弓道場が完成する。
- 1971年（昭和46年） - 商業科の小学科制（経理科・事務科・秘書科）を発足する。
- 1983年（昭和58年） - 特別棟が完成する。
- 1984年（昭和59年） - 学校創立35周年、養老女子商業高等学校20周年記念式典を行う。
- 1992年（平成4年） - 新体育館、テニスコートが完成する。
- 1995年（平成7年） - 秘書科、事務科の募集を停止し、情報ビジネス科、国際ビジネス科を設置する。
- 2002年（平成14年）- 経理科、情報ビジネス科、国際ビジネス科の募集を停止し、ビジネス科、経営情報科を設置する。
- 2005年（平成17年）4月1日 - 大垣農業高等学校と統合し、岐阜県立大垣養老高等学校の新設により廃校。養老女子商業高等学校は大垣養老高等学校養老校舎、大垣農業学校は大垣養老高等学校大垣校舎となる。
- 2007年（平成19年） - 養老校舎を廃止。大垣校舎が大垣養老高等学校の校舎となる。